# Plinius den yngre
Plinius den yngre (Gaius Plinius Caecilius Secundus, også kaldet Plinius Minor; ca. 62-113 e.Kr.) var en romersk politiker og forfatter.

## Opvækst
Han blev født i en velhavende godsejerfamilie i byen Comum (i dag Como) omkring år 61/62).
Faderen (L. Caecilius Clio) døde allerede i år 76, hvorefter onklen tog sig af Plinius den yngre og moderen. Hendes navn kender vi ikke. Onklen, Plinius den ældre (C. Plinius Secundus), var officer, embedsmand, naturforsker og forfatter. Han adopterede sin nevø og tog sig af ham, som var det hans egen søn; han sørgede for, at drengen fik en ordentlig uddannelse og lod ham flytte til Rom, hvor han lærte retorik hos Quintilian og studerede græsk og filosofi. Som 14-årig skrev han en tragedie; ikke på latin, men på græsk, som var tidens kultursprog. 

## Vesuvs udbrud
Som 17-årig opholdt han sig sammen med sin mor i onklens villa i Misenum, en flådebase længst mod vest i Napoli-bugten, da Vesuvs udbrud i år 79 begravede Pompeji i aske. Plinius skildrer vulkanudbruddet og sin onkels død i to breve, som han skrev et kvart århundrede senere på opfordring af historikeren Tacitus, og som også skildrer ham selv som ung eller i hvert fald, hvordan han ønskede at skildre sig selv som ung mand.
Det første brev beretter, hvordan Plinius den ældre, som var flådens chef, bemærkede en underlig sky, der steg op fra Vesuv, og derefter fik bud om nødstedte mennesker fanget ved vulkanens fod på den anden side af bugten. Han sejlede ud for at redde dem, men måtte vente på, at vinden skiftede retning, før de kunne sejle tilbage. Sandsynligvis døde han af kvælning, for da han blev fundet død tre dage senere under et lag pimpsten, var han uden ydre skader. 
I det andet brev beretter Plinius, at han og hans mor var tilbage i villaen. (Han fulgte ikke med på onklens redningsekspedition, da han ville skrive noget færdigt, som hans onkel havde bedt ham om.) Samme nat blev de vækket af et voldsomt jordskælv, der fik hele huset til at ryste. De søgte ud på gårdspladsen, hvor de sad natten igennem. Plinius bad om at få hentet en bog af Livius, som han læste og tog notater fra; men da flere jordskælv fulgte, og mange huse faldt sammen, besluttede han, at de måtte se at komme væk, og mange slog følge med dem ud af byen. De så en uhyggelig sort sky med ildglimt i som enorme lyn, lægge sig over havet, opsluge Capri og hurtigt rulle nærmere. Mor og søn flygtede nu ind i landet. Moren bønfaldt Plinius om at tænke på sig selv og lade hende tilbage; men han greb hendes hånd og trak hende med gennem askeregnen, som gjorde dagen helt mørk. Til sidst kom et blegt dagslys, så de fandt tilbage til Misenum, hvor de blev trods nye jordskælv, til de fik bud om, hvad der var sket med Plinius den ældre. Hans nevø oplyser, at han straks skrev alt ned, mens det endnu stod friskt i hukommelsen. 

## Karriere
Plinius blev meget velhavende efter at have arvet både sin far og sin onkel. Han kunne gennem hele livet tillade sig at dyrke personlige interesser, og han havde en høj stilling. Omkring et år efter vulkanudbruddet, holdt han som 18-årig sin første tale i en retssal i Rom. Kort efter fik han et embede i et år. Han sad nu som justitiarius ved en domstol. Derefter rejste han ud i provinserne og blev militærtribun i et år. Det ser ud til, at han var administrator ved en legion i Syrien. Senere kom han tilbage til Rom, hvor han begyndte som sagfører og søgte nye embeder. Da Plinius var 25, blev han kvæstor. (Yngre kunne man ikke være i den stilling.) Derefter blev han valgt til tribun i år 91 og til praetor i år 93. I år 98 blev han udnævnt til chef for statskassen, (praefectus aerarii Saturnii), og senere i 100 til det fornemste embede, consul. På det tidspunkt indebar det embede ikke mere særlig megen magt; det var mere en bekræftelse på, at man havde en høj position. Arbejdsopgaverne blev tildelt af kejseren; blandt andet blev Plinius ansvarlig for Tiberen, dens strandområder og Roms kloaksystem. 
Samtidigt var han sagfører og optrådte regelmæssigt i retten, som oftest som forsvarer. Det gjorde han vederlagsfrit, da romerne anså det som umoralsk at tage sig betalt for at forsvare nogen; det var jo blot en mægtig mands pligt at hjælpe sine klienter: kontakter, slægt og venner, også i retten. Han var jo allerede rig. I stedet for penge fik han loyalitet fra dem, han havde hjulpet, og kunne regne med deres støtte. Ofte blev der sat et legat af til ens velgører i testamentet, hvis man da ikke gjorde ham til enearving. På den måde modtog Plinius gennem årene store summer. Blandt romerne gav få ting så megen prestige som at være veltalende i retten. 
Domitian var kejser, da Plinius som ung mand gjorde karriere. Ifølge alle kilder, også Plinius selv, var Domitian en yderst brutal despot, der blev myrdet i år 96. Efterfølgeren hed Nerva, og to år senere kom Trajan på tronen; begge blev hyldet for at have genoprettet frihed og retfærdighed. Alle bevarede skrifter af Plinius er skrevet efter Domitians fald. Plinius skriver meget om den nye, frie tid i kontrast til uhyggen og utrygheden under Domitian. Påfaldende nok skriver han ikke noget om, hvordan han kunne stige så hurtigt i graderne - eller om alle de vigtige opdrag han blev betroet - under netop Domitian. Derimod omtaler han, at han nær var faldet i unåde, fordi man i Domitians efterladte papirer fandt et klageskrift mod kejseren med hans navn. Han kan lyde som noget af en vendekåbe. I et brev til en ven, der skulle blive guvernør i provinsen Baetica (= det sydlige Spanien), skriver Plinius, at man skal være retfærdig mod lokalbefolkningen, men først og fremmest tage sig af honestissimi (= de mest ansete). Det var kun en fordel at stå sig med de ubemidlede, minores, men det måtte ikke være på de ledendes bekostning. At udjævne sociale skel var for ham en stor uretfærdighed mod de bedrestillede. Selv havde Plinius to villaer ved Rom, en i Toscana og en nær Ostia, med en stor stab på hvert sted, som holdt huset pænt i stand, hvis ejeren pludselig skulle dukke op. Både slaver og frigivne i husholdningerne kaldte Plinius mei, i betydningen "de, der er mine/hører mig til". Ellers på latin bruges ordet om "mine nærmeste", "min familie", "mit parti", "mine tilhængere". Men for Plinius var mei åbenbart dem, han havde omkring sig i hverdagen; hans lille hof af ufrie og ansatte. Plinius passede godt på dem, og i et brev omtaler han sin frigivne, skuespilleren Zosimus, der blev alvorlig syg, så Plinius fik ham sendt til Egypten for at komme sig, sandsynligvis af tuberkulose. Et andet brev handler om at flere af mei er døde af sygdom. De var unge, og Plinius trøster sig med, at han i hvert fald nåede at frigive dem, selv om de ikke var gamle. Han havde også givet sine slaver ret til at bestemme, hvem der skulle få deres ejendele efter dem, så længe det var nogle af de andre i Plinius' stab. I et brev beder han sin svigermor Celerina om at gøre ham den tjeneste at besøge hans villaer en gang, så hans slaver må tage sig sammen; for de er blevet forvænt med en venlig husbond, mener han. 
I et brev fortæller han om den brutale, berygtede Larcius Macedo, der var blevet senator, selv om hans far var født som slave. Macedo var selv grusom mod sine slaver, og en dag blev han slået ned af nogle af dem, mens han var i badet. De bar ham så ud i den tro, han var død, og lod som om han var kollapset af heden i badstuen. Imidlertid vågnede han op, da hans mere trofaste slaver og frillerne kom til. De andre flygtede, men blev fanget. Macedo fik glæden af at hævne sig på dem, men døde få dage senere af sine skader. Imidlertid foreskrev loven, at hvis en slave dræbte sin herre, skulle alle slaverne i den husholdning henrettes. Derimod stillede man spørgsmål ved, om også husholdningens frigivne slaver skulle dræbes. Det blev diskuteret i senatet ved en anden anledning, og Plinius tog da til orde for at skåne dem; men vi ved ikke, hvad der blev vedtaget. Macedos slaver havde Plinius ikke ondt af, selv om de ikke var medskyldige i drabet på en grusom herre. Men et andet sted nævner Plinius en amme, han havde haft i sin husholdning siden sin barndom. Hende skaffede han en gård på landet, forvaltet af en af hans venner. 
Han omgikkes og beundrede især to damer, der var betydeligt ældre end ham selv, Arria den yngre og hendes datter Fannia. Arria havde været gift med Thrasea Pætus, en senator, som kejser Nero tvang til at begå selvmord i år 66. Datteren var ligeledes gift med en oppositionel senator, Helvidius Priscus, som blev forvist to gange fra Rom af kejser Vespasian og til sidst henrettet.  Hans søn – Fannias stedsøn – blev dømt og henrettet af Domitian i år 93. Samtidig blev både Fannia og hendes mor landsforvist, men vendte tilbage til Rom efter Domitians død i 96. Plinius angreb i senatet dem, der sad med ansvaret for damernes eksil og for, at Fannias stedsøn blev henrettet. En romersk kvinde havde ingen politiske rettigheder, og var afhængig af, om en mand ville fremme hendes sag. 

## Familie
Plinius var gift tre gange, men fik ingen børn. Det første ægteskab nævner han kun én gang og i forbifarten. I et andet brev sørger han over sin kone nr. 2 i år 97, da han var omkring 35 år. Kvindernes navne kender vi ikke; men hans svigermor nr. 2 hed Pompeia Celerina, for hende holdt han nær kontakt med også som enkemand og skrev breve til hende. Hans tredje kone hed Calpurnia, og hende giftede han sig med i 40-årsalderen. Calpurnia var meget ung, sandsynligvis ikke meget over den laveste tilladte giftealder (12 år), og i vor tid fremstår forholdet som moralsk forkasteligt. Romerne anså det derimod som positivt, at Plinius fik en kone af god familie, mens bruden fik en rig og berømt ægtemand. Som forældreløs var Calpurnia vokset op hos sin faster Hispulla og sin farfar Fabatus, en romersk ridder, der havde stået anklaget for utugt og magi, men slap heldigt fra det efter kejser Neros indgriben. 
I stedet for at vælge en kone fra Roms bedste familier med tanke på sin stilling, foretrak han en pige fra hjembyen Comum, fra en familie hans mor havde kendt. Han skrev og fortalte både pigens faster og farfar, hvordan hun havde det; at hun var begavet og sparsommelig. "Af hengivenhed for mig er hun begyndt at interessere sig for litteratur. Hun har mine bøger, læser dem nøje og lærer noget udenad. Når jeg optræder i retssalen, sender hun nogen derhen, som skal fortælle hende, om jeg får applaus og om udfaldet af sagen. Hun syger mine digte og akkompagnerer sig selv med kitara. Så jeg er sikker på at vi kommer til at leve i forståelse med hinanden, for det er ikke min ungdom eller min krop hun elsker, det er min berømmelse." 
Et par år senere blev Calpurnia syg og rejste til en villa i Campania for at hvile, men Plinius var nødt til at blive i Rom. Der er bevaret tre kærlighedsbreve, han skrev til hende om sin længsel efter hende: "Du vil ikke tro, hvilken længsel efter dig, som besætter mig. Hovedgrunden er min kærlighed; og så er vi heller ikke vant til at være adskilt. Så det sker, at jeg ligger vågen det meste af natten og tænker på dig." 
Ikke længe efter skrev han to dystre brev til pigens faster Hispulla og farfaren, hvor han fortæller, at hun har haft en spontanabort og var nær ved at dø, fordi hun "som det pigebarn, hun er", ikke forstod, at hun var gravid, så det gik galt. Calpurnias manglende forståelse af sit svangerskab kan hænge sammen med, at hun var den eneste kvinde i husholdningen, som ikke var slavinde, og derfor manglede nogen at rådspørge. Dertil havde hun nylig været syg. Det mest chokerende ved disse breve er, at Plinius nærmest giver sin kone skylden for aborten. Han understreger overfor hendes farfar, at Calpurnia nærved måtte bøde med livet for "sin forseelse", og han spørger hendes faster Hispulla, om hun kan bede sin far om at tilgive sin sønnedatter; som om Fabatus havde vurderet at straffe pigen for at have spontanaborteret og derved berøvet ham en arving. Omkring fire år efter aborten, da Calpurnia har været i 18-årsalderen, havde hun boet i Bithynien i et par år sammen med Plinius. Hun fik bud om sin farfars død og tog straks hjem til Italien for at trøste sin faster. Det var en lang, risikabel og meget kostbar rejse. Den lod sig kun gøre, fordi Plinius havde en magtposition. Det kan lyde, som om Calpurnia var desperat efter en mulighed for at vende hjem fra provinsen og måske også væk fra sin mand. 
I 1993 fandt Judith Harrington flere breve fra Calpurnia til Plinius, skrevet i Efesus i årene 111-13. Hvis brevene er ægte, havde Calpurnia sluttet sig til den kristne menighed i byen. 

## Plinius og Holberg
Plinius skriver om vulkanudbruddet: "Man hørte kvinder hyle, småbørn skråle og mænd råbe, og det manglede heller ikke på folk, der med falske og løgnagtige rygter gjorde faren endnu større, end den i virkeligheden var."
Da Ludvig Holberg skulle beskrive Københavns brand 1728, skrev han sætningen ordret af, samt en del andre ordrette gengivelser fra Plinius' beretning og andre forfattere fra antikken. Det har rejst tvivl om, at Holberg virkelig var øjenvidne til branden, som han selv påstod. Det var dog først ved Wilhelm von Humboldts nye universitet fra begyndelsen af 1800-tallet, at citatet, der ikke opgav kilde, blev fordømt som plagiat.